# Dolicheremaeus singaporensis
Dolicheremaeus singaporensis är en kvalsterart som beskrevs av Sandór Mahunka 1989. Dolicheremaeus singaporensis ingår i släktet Dolicheremaeus och familjen Tetracondylidae. Inga underarter finns listade i Catalogue of Life.